# Aura Dione
Maria Louise Joensen (Copenhague, 21 de janeiro de 1985), conhecida profissionalmente como Aura Dione, é uma cantora e compositora dinamarquesa de Ilhas Faroe, de origem espanhola, francesa e dinamarquesa. Em 2008, ela lançou seu álbum de estreia, Columbine, que em 2011, vendeu 100.000 cópias em todo o mundo. O álbum gerou o hit single "I Will Love You Monday (365)", que alcançou o número um na Alemanha e foi disco de platina por mais de 300.000 cópias.

## Álbuns de estúdio
| Ano  | Detalhes do Álbum | Melhores posições | Melhores posições | Melhores posições | Melhores posições | Vendas                 | Certificações |
| Ano  | Detalhes do Álbum | DEN               | AUT               | GER               | SWI               | Vendas                 | Certificações |
| ---- | --- | ----------------- | ----------------- | ----------------- | ----------------- | ---------------------- | ------------- |
| 2008 | Columbine - Lançamento: 28 de janeiro de 2008 - Formato(s): CD, download Digital - Gravadora(s): Music for Dreams                        | 3                 | 31                | 44                | 30                | - : 150.000 - : 20.000 | - : Ouro      |
| 2011 | Before the Dinosaurs - Lançamento: 4 de novembro de 2010 - Formato(s): CD, download Digital - Gravadora(s): Island, Universal, Koolmusic | 6                 | 30                | 14                | 36                | - : 210.000 - : 15.000 | - : Ouro      |
| 2017 | Can't Steal the Music - Lançamento: Maio de 2017 - Formato(s): CD, download Digital - Gravadora(s): Island, Universal, Koolmusic         | 7                 | —                 | 167               | 167               |                        |               |

## Singles
| Ano  | Single                               | Paradas musicais | Paradas musicais | Paradas musicais | Paradas musicais | Álbum                            |
| Ano  | Single                               | DIN              | AUT              | ALE              | SUI              | Álbum                            |
| ---- | ------------------------------------ | ---------------- | ---------------- | ---------------- | ---------------- | -------------------------------- |
| 2007 | "Something from Nothing"             | 7                | —                | —                | —                | Columbine                        |
| 2008 | "Song for Sophie"                    | 16               | —                | —                | —                | Columbine                        |
| 2008 | "I Will Love You Monday"             | 20               | —                | —                | —                | Columbine                        |
| 2008 | "Stay the Same"                      | —                | —                | —                | —                | Columbine                        |
| 2009 | "Only Here For a Moment"             | —                | —                | —                | —                | —                                |
| 2009 | "I Will Love You Monday (365)"       | —                | 2                | 1                | 2                | Columbine (Edição Internacional) |
| 2010 | "Song for Sophie (I Hope She Flies)" | —                | 18               | 12               | 68               | Columbine (Edição Internacional) |
| 2010 | "Something from Nothing"             | —                | 90               | —                | —                | Columbine (Edição Internacional) |
| 2011 | "Geronimo"                           | 1                | 1                | 1                | 7                | Before the Dinosaurs             |
| 2012 | "Friends" (ft. Rock Mafia)           | 6                | 3                | 4                | 10               | Before the Dinosaurs             |
| 2012 | "In Love with the World"             | 5                | 13               | 52               | —                | Before the Dinosaurs             |
| 2012 | "Reconnect"                          | —                | —                | —                | —                | Before the Dinosaurs             |
| 2016 | "Love Somebody"                      | 27               | —                | —                | —                | Can't Steal the Music            |
| 2016 | "Indian Giver"                       | 82               | 62               | 58               | 159              | Can't Steal the Music            |
| 2017 | "Can't Steal the Music"              | 25               | —                | 87               | —                | Can't Steal the Music            |
| 2017 | "King Of Pain"                       | —                | —                | —                | —                | Can't Steal the Music            |
| 2019 | "Shania Twain                        |                  |                  |                  |                  | Shania Twain                     |